# Donya Salomon-Ali
Donya Salomon-Ali (* 22. Februar 1993 in LaSalle) ist eine haitianische Fußballspielerin.

## Karriere
Salomon-Ali wurde in Kanada als Tochter eines haitianischen Vaters und einer irakischen Mutter geboren.

### Verein
Von 2013 bis 2013 spielte sie für die Moncton Aigles Bleus. Danach wechselte sie 2014 zu Louisiana Tech Lady Techsters soccer. Im August 2017 trat Salomon-Ali dem griechischen Verein AO Trikala 2011 bei.

### Nationalmannschaft
2018 wurde Salomon-Ali für die Haitianische Fußballnationalmannschaft der Frauen berufen. Bisher absolvierte sie 2 Länderspiele.